# حلية شريفة

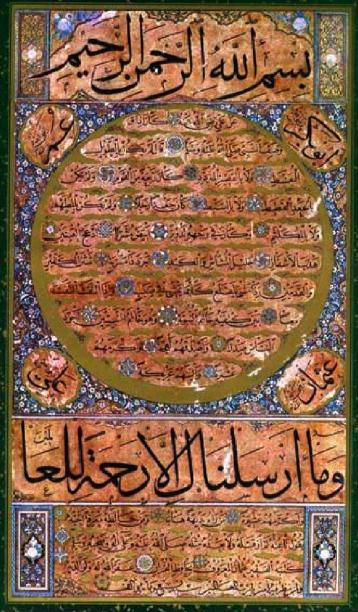
حلية عثمانية، من القرن 17 الميلادي

الحلية الشريفة، عند الخطاط هي وصف للنبي محمد، وتُعتبر من أهم اللوحات الخطية التي يحرص كل خطاط على كتابتها وتجويدها وإبراز مواهبه فيها، وقد نشأ نمط الحلية الشرفة في مدينة إسطنبول في القرن الحادي عشر الهجري، السابع عشر الميلادي وكان من الأنماط الشائعة للخط العربي ذا النمط العثماني الكلاسيكي. ويُقال إن الخطاط الحافظ عثمان (1689 - 1642) هو أول من كتب الحلية الشريفة، والذي ساهم أيضاً في وضع ميزان الحروف للخط العربي. وتعرض الحلية الشريفة أخلاق النبي محمد وصفاته متخذة شكل تصميم هندسي مزخرف ومذهّب.

## تصميمها
الحلية ذات شكل هندسي، تبدأ بمستطيل ثم دائرة كبيرة، حولها أربع دوائر ثم مستطيل آخر، أو مربع أسفل اللوحة، وتتضمن:
1. في البداية: البسملة، وغالباً ما تُكتب بالخط الريحاني.
2. ثم تأتي الدائرة الكبيرة لتتضمن أوصاف النبي محمد، وتُكتب بخط النسخ وهي: «كان علي رضي الله عنه إذا وصف النبي صلى الله عليه وسلم قال: "لم يكن بالطويل الممغط ولا بالقصير المتردد وكان ربعة من القوم ولم يكن بالجعد القطط ولا بالسبط كان جعدا رجلا ولم يكن بالمطهم ولا بالمكلثم وكان في الوجه تدوير أبيض مشرب أدعج العينين أهدب الأشفار جليل المشاش والكتد أجرد ذو مسربة شثن الكفين والقدمين إذا مشى تقلع كأنما يمشي في صبب وإذا التفت التفت معا بين كتفيه خاتم النبوة وهو خاتم النبيين أجود الناس كفا وأشرحهم صدرا وأصدق الناس لهجة وألينهم عريكة وأكرمهم عشرة من رآه بديهة هابه ومن خالطه معرفة أحبه يقول ناعته لم أر قبله ولا بعده، مثله ﷺ"».
3. أما حول الدائرة الكبيرة فتأتي أربع دوائر تتضمن أسماء الخلفاء الراشدين الأربعة، بخط الثلث، ثم يُكتب تحت ذلك ﴿وإنك لعلى خلق عظيم﴾ أو ﴿وما أرسلناك إلا رحمة للعالمين﴾.
4. وفي نهاية اللوحة، يُكتب ما بقي مما لم يكتب في الدائرة الكبيرة.

## معرض الصور

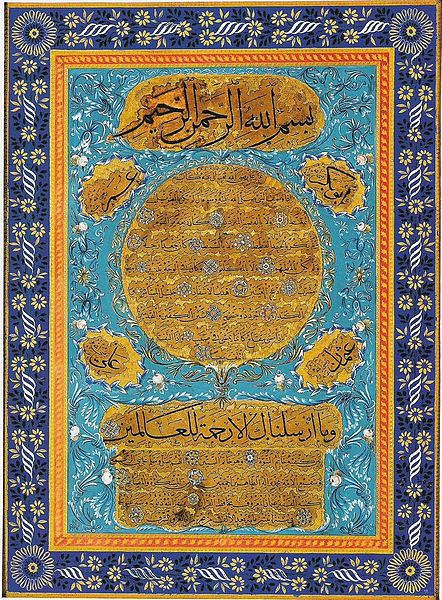
حلية بيد الخطاط حافظ عثمان أفندي (1642-1698)
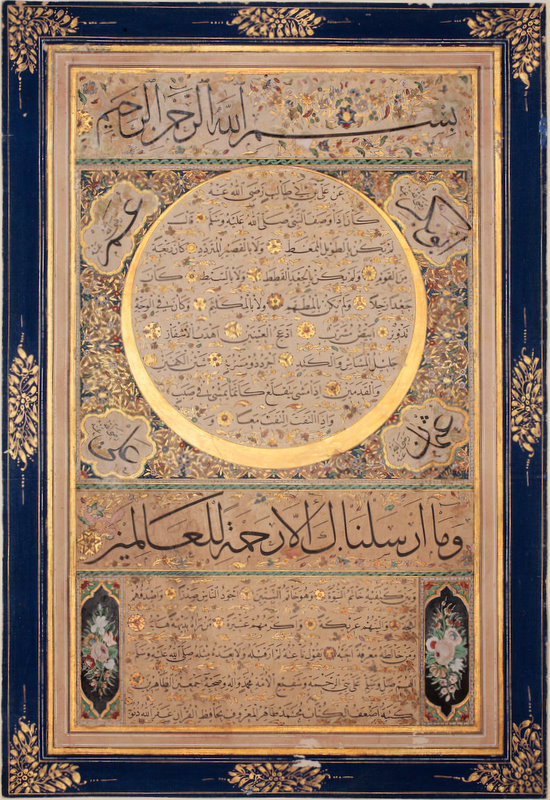
حلية بيد الخطاط محمد طاهر أفندي (ت. 1848)
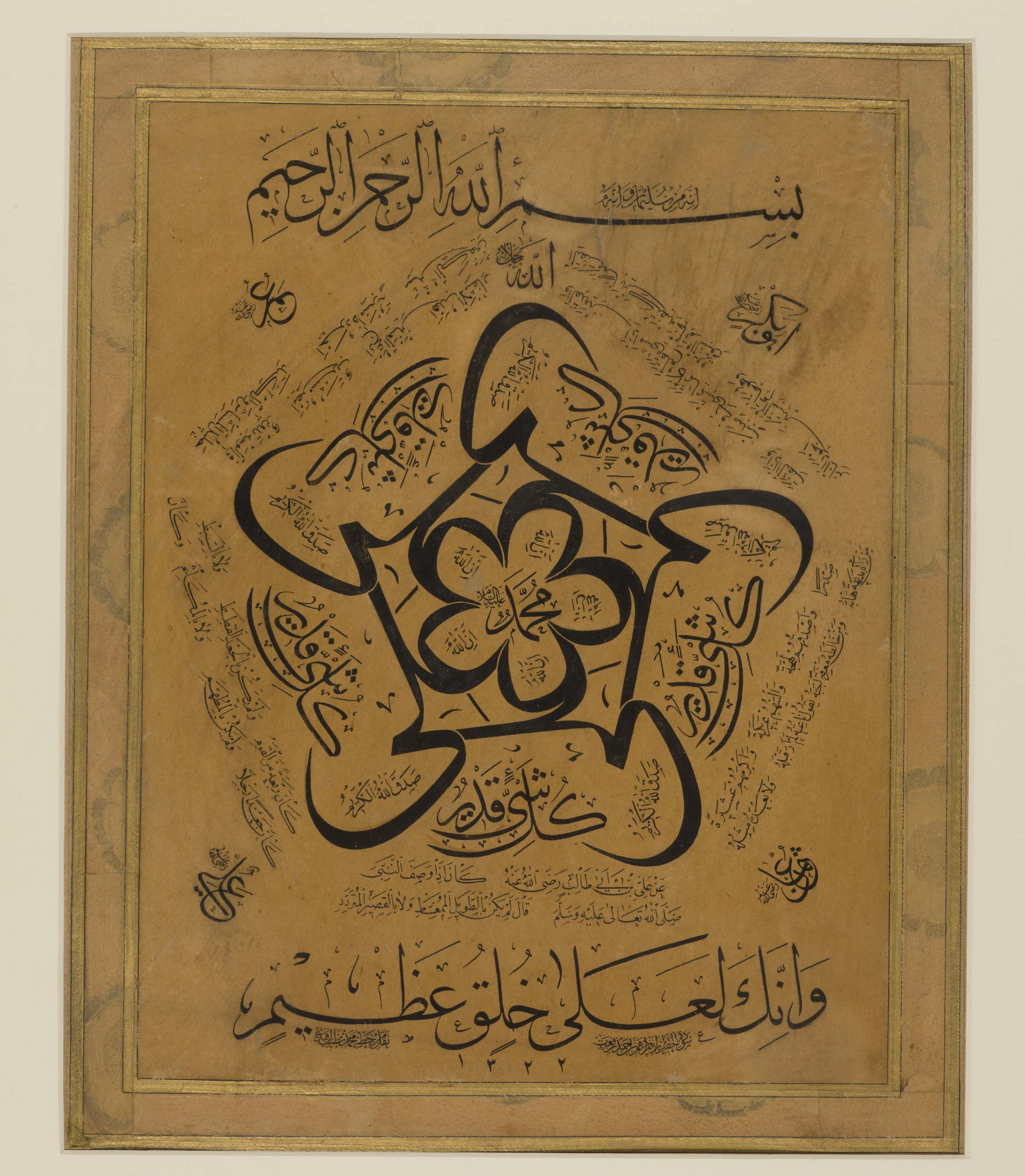
حلية من القرن 20 ميلادي
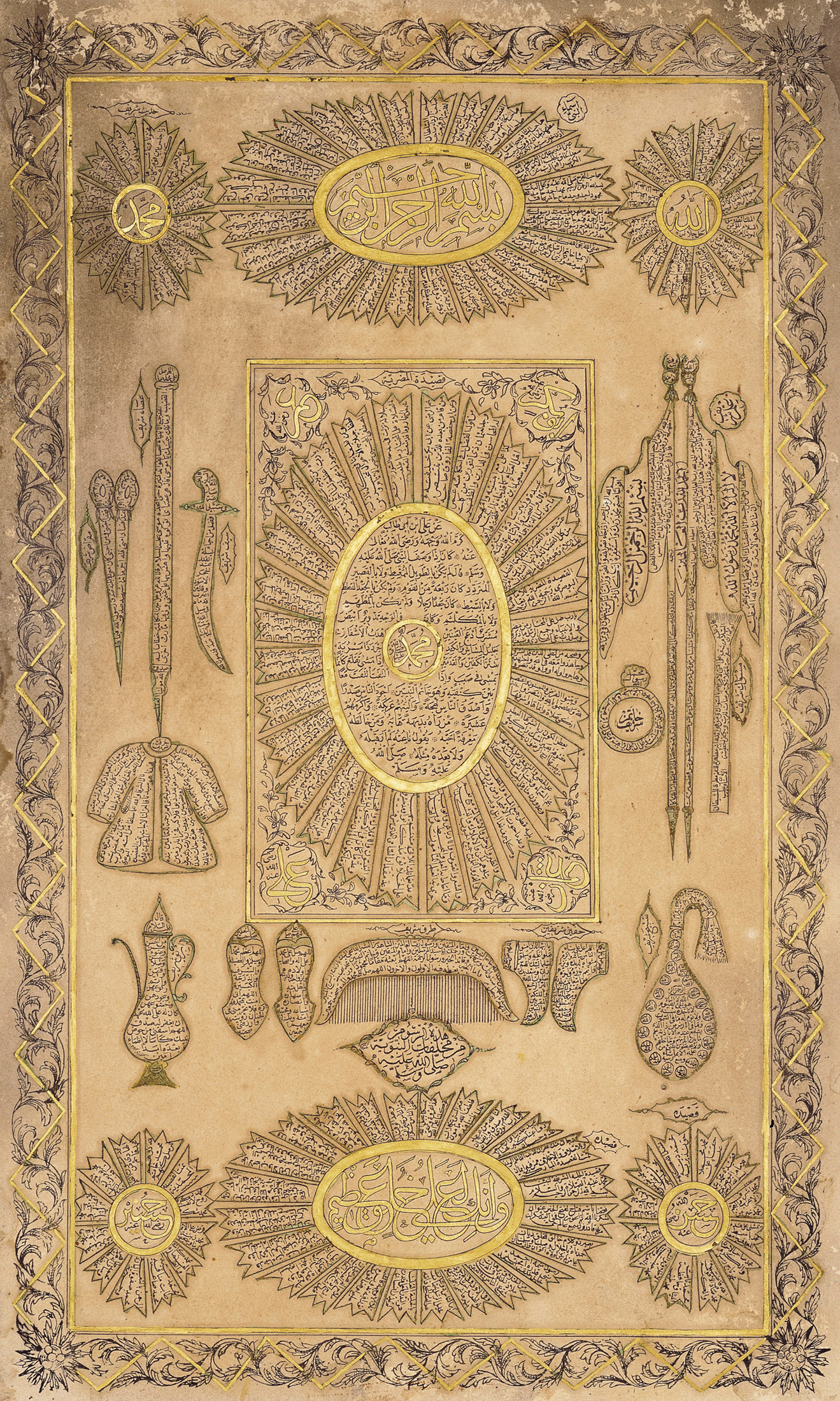
حلية من القرن 19 ميلادي
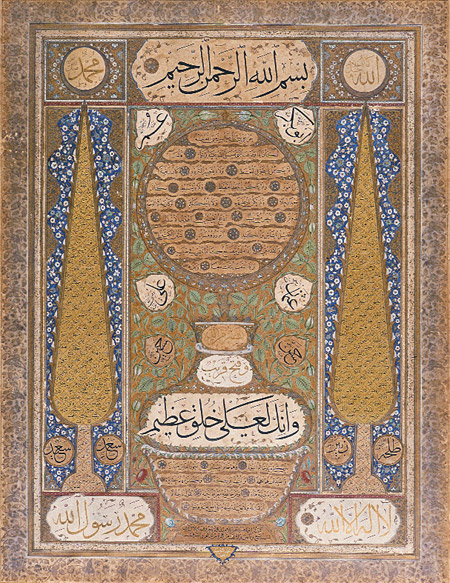
حلية من القرن 18 ميلادي
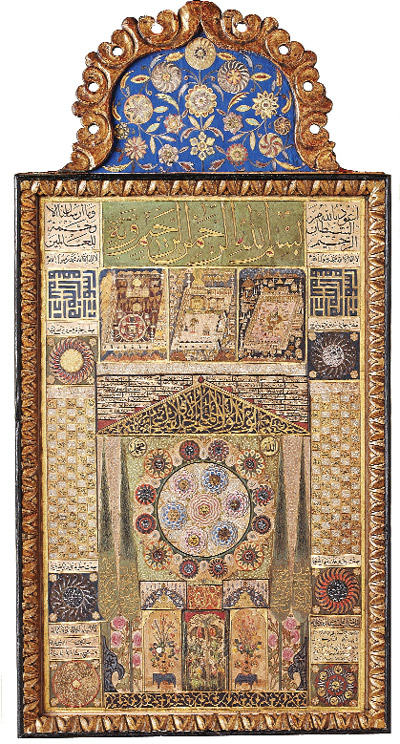
حلية من القرن 18 ميلادي
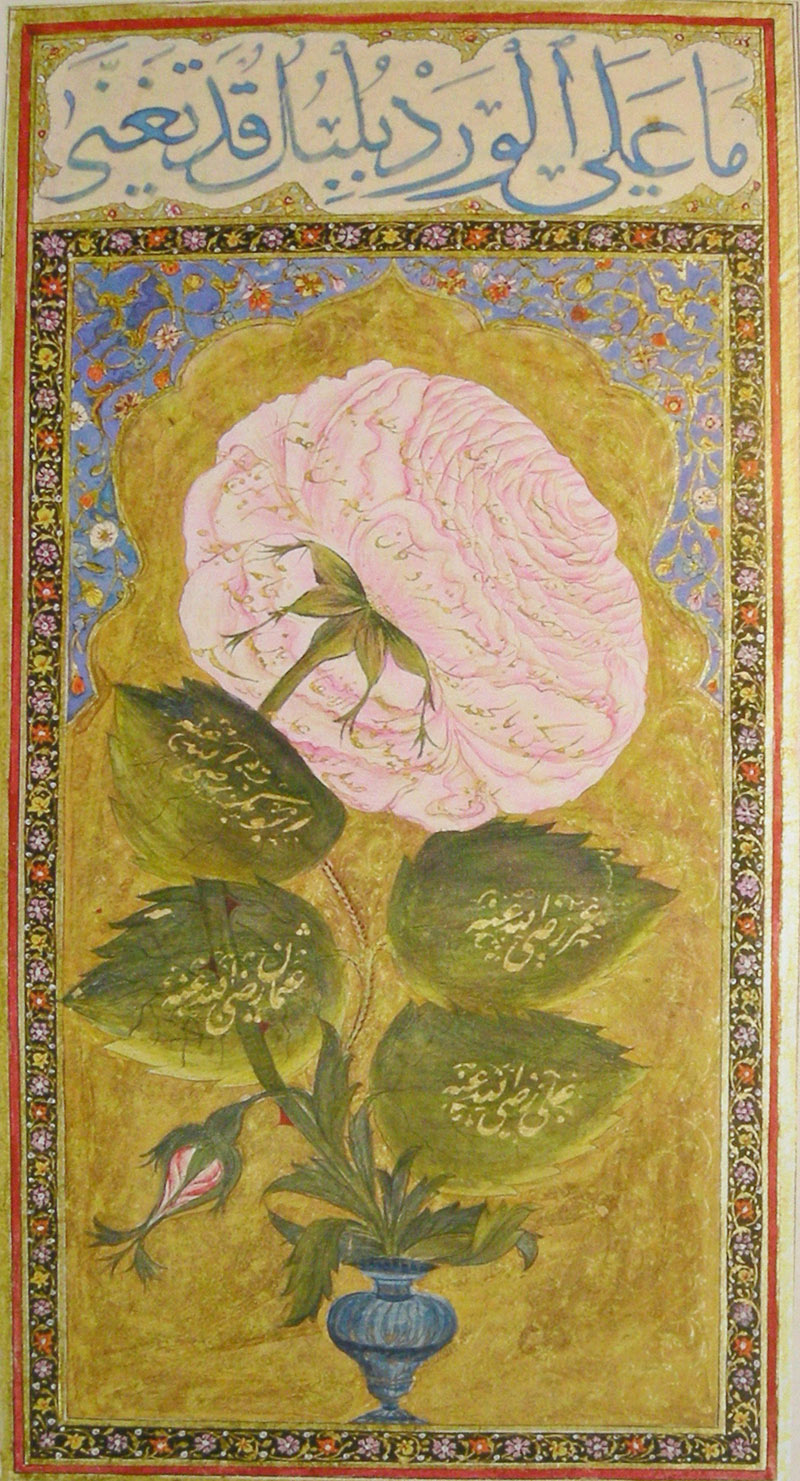
حلية من القرن 18 ميلادي